# AB md. 1941
AB md. 1941 (abreviere: Autoblindat Model 1941) a fost prototipul unui autoblindat fabricat de Uzinele Reșița în timpul celui de-al Doilea Război Mondial.  Vehiculul blindat a fost realizat în anul 1941 pentru a intra în dotarea armatei române, însă nu a intrat în faza de producție din cauza capacităților industriale limitate ale Regatului României. Unitatea principală de foc consta într-un tun de fabricație cehoslovacă de calibrul 37 mm.